# UD Vecindario
Unión Deportiva Vecindario var en spansk fotbollsklubb från Vecindario (Gran Canaria). Klubben grundades 1962 och existerade fram till nedläggningen 2015 (i totalt 50 år). Största höjdpunkten kom säsongen 2005/06 när UD Vecindario kvalade upp till Segunda División, spaniens näst högsta division. Hemmamatcherna spelades på Estadio Municipal de Vecindario som blev första konstgräsarenan inom spansk elitfotboll. 